# 수변로 (인천)
수변로(水邊路)는 인천광역시 부평구 삼산동 삼산삼거리와 부개동 부개사거리를 잇는 도로이다. 일부 구간은 부천시와 인천광역시의 경계를 이룬다. 또한 종점의 경우 서부간선천의 시점이기도 하다.

## 역사
이 도로는 2010년 2월까지 동수로의 일부로 구성되어 있으나, 동년 3월부터 새주소가 개정되면서 부개사거리 이북 구간을 수변로로 노선이 분리되었다. 이와 더불어 여울길을 수변로의 일부로 편입시켰다.

## 노선 경로
- 부개사거리 - 국도 제46호선 (경인로)
- 송신고가교 송신고가교
- 부개역교차로 - 부일로
- 창말로입구 - 창말로
- 부흥로교차로 - 부흥로
- 부흥북로입구 - 부흥북로
- 인천부평지역자활센터 - 조마루로
- 구산중학교 - 길주남로

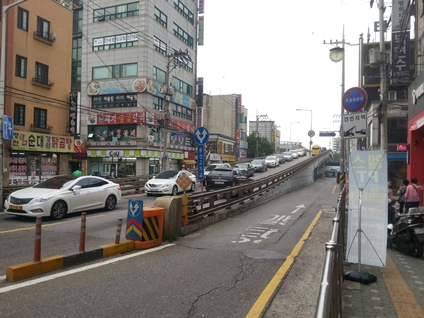
송신고가교

- 삼산체육관사거리(삼산체육관역) - 길주로
- 삼산체육관 - 체육관로
- 진산초교사거리 - 굴포로
- 삼산3교
- 삼산삼거리 - 평천로
- 이후 구간 - 대보로와 직결

## 주요 건물 및 시설
- 부개고등학교 - 인천광역시 부평구 수변로57번길 36